# Campeonato Europeu de Ginástica Artística de 2009
O Campeonato Europeu de Ginástica Artística de 2009, foi realizado em Milão, na Itália, de 29 de março até 5 de abril, 2009.

## Eventos
- Individual geral masculino
- Solo masculino
- Barra fixa
- Barras paralelas
- Cavalo com alças
- Argolas
- Salto sobre a mesa masculino
- Individual geral feminino
- Trave
- Solo feminino
- Barras assimétricas
- Salto sobre a mesa feminino

## Medalhistas
| Evento                       | Ouro                  | Prata                 | Bronze                                          |
| Masculino                    |                       |                       |                                                 |
| Individual geral detalhes    | GER Fabian Hambüchen  | GBR Daniel Keatings   | RUS Yuri Ryazanov                               |
| Solo detalhes                | GER Fabian Hambüchen  | GER Matthias Fahrig   | GRE Eleftherios Kosmidis ISR Alexander Shatilov |
| Cavalo com alças detalhes    | HUN Krisztián Berki   | GBR Louis Smith       | GBR Daniel Keatings                             |
| Argolas detalhes             | NED Yuri van Gelder   | UKR Olexandr Vorobiov | BUL Jordan Jovtchev                             |
| Salto sobre a mesa detalhes  | FRA Thomas Bouhail    | ROU Flavius Koczi     | GER Matthias Fahrig                             |
| Barras paralelas detalhes    | FRA Yann Cucherat     | SLO Mitja Petkovšek   | GER Fabian Hambüchen                            |
| Barra fixa detalhes          | GRE Vlasios Maras     | FRA Yann Cucherat     | UKR Nikolay Kuksenkov                           |
| Feminino                     |                       |                       |                                                 |
| Individual geral detalhes    | RUS Ksenia Semenova   | RUS Ksenia Afanasyeva | SUI Ariella Kaeslin                             |
| Salto sobre a mesa detalhes  | SUI Ariella Kaeslin   | RUS Yulia Berger      | UKR Anna Kalashnyk                              |
| Barras assimétricas detalhes | GBR Elizabeth Tweddle | RUS Ksenia Semenova   | GER Anja Brinker                                |
| Trave detalhes               | UKR Yana Demyanchuk   | ROU Anamaria Tămârjan | ROU Gabriela Drăgoi                             |
| Solo detalhes                | GBR Elizabeth Tweddle | ITA Vanessa Ferrari   | RUS Ksenia Semenova                             |

## Quadro de medalhas
| Ordem | País          | Medalha de ouro | Medalha de prata | Medalha de bronze |    |
| ----- | ------------- | --------------- | ---------------- | ----------------- | -- |
| 1     | Grã-Bretanha  | 2               | 2                | 1                 | 5  |
| 2     | Alemanha      | 2               | 1                | 3                 | 6  |
| 3     | França        | 2               | 1                |                   | 3  |
| 4     | Rússia        | 1               | 3                | 2                 | 6  |
| 5     | Ucrânia       | 1               | 1                | 2                 | 4  |
| 6     | Grécia        | 1               |                  | 1                 | 2  |
| 6     | Suíça         | 1               |                  | 1                 | 2  |
| 8     | Hungria       | 1               |                  |                   | 1  |
| 8     | Países Baixos | 1               |                  |                   | 1  |
| 10    | Roménia       |                 | 2                | 1                 | 3  |
| 11    | Itália        |                 | 1                |                   | 1  |
| 11    | Eslovénia     |                 | 1                |                   | 1  |
| 13    | Bulgária      |                 |                  | 1                 | 1  |
| 13    | Israel        |                 |                  | 1                 | 1  |
| TOTAL | TOTAL         | 12              | 12               | 13                | 37 |